# Vlastimil Brodský

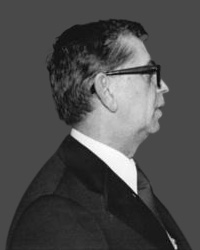
Vlastimil Brodský (April 1975)

Vlastimil Brodský (* 15. Dezember 1920 in Hrušov; † 20. April 2002 in Slunečná) war ein tschechischer Film- und Fernsehschauspieler.

## Leben und Werk
Vlastimil Brodský wurde als Sohn einer Theaterschauspielerin 1920 in Hrušov geboren. Er begeisterte sich früh für die Schauspielerei und nahm noch während seiner Schulzeit erste Unterrichtsstunden bei Emil František Burian, der ihm später als 19-jährigem ein erstes Engagement an seinem Theater verschaffte. Hier arbeitete er etwa bis 1940, als der bekennende Kommunist Burian verhaftet wurde. Danach wechselte er ans (halblegale) Větrník-Theater, spielte am Stadttheater Prag und am Armeetheater, ehe er sich 1945 wieder dem Ensemble um E. F. Burian anschloss. Von 1948 bis 1990 hatte er ein langjähriges Theaterengagement am Prager Theater in den Weinbergen und war auch Gast am Nationaltheater.
Seit 1946 arbeitete er als Schauspieler beim Film, seit Mitte der 1950er Jahre in größeren Rollen. Er trat oft in Kinderfilmen und Märchenfilmen auf, wie beispielsweise in der beliebten Fernsehserie Pan Tau, oder später in der Serie Die Besucher. Sein größter Erfolg, der ihn auch international bekannt machte, war die Titelrolle des jüdischen Pufferbäckers im Oscar-nominierten Film Jakob der Lügner von Frank Beyer. Für diese Rolle wurde er mit dem Silbernen Bären auf der Berlinale 1975 und dem Nationalpreis der DDR ausgezeichnet. In der DDR trat er noch ein zweites Mal für die Fernsehkomödie Aber Doktor neben Agnes Kraus vor die Kamera und spielte selbst im hohen Alter noch in vielen Film- und Fernsehproduktionen mit.

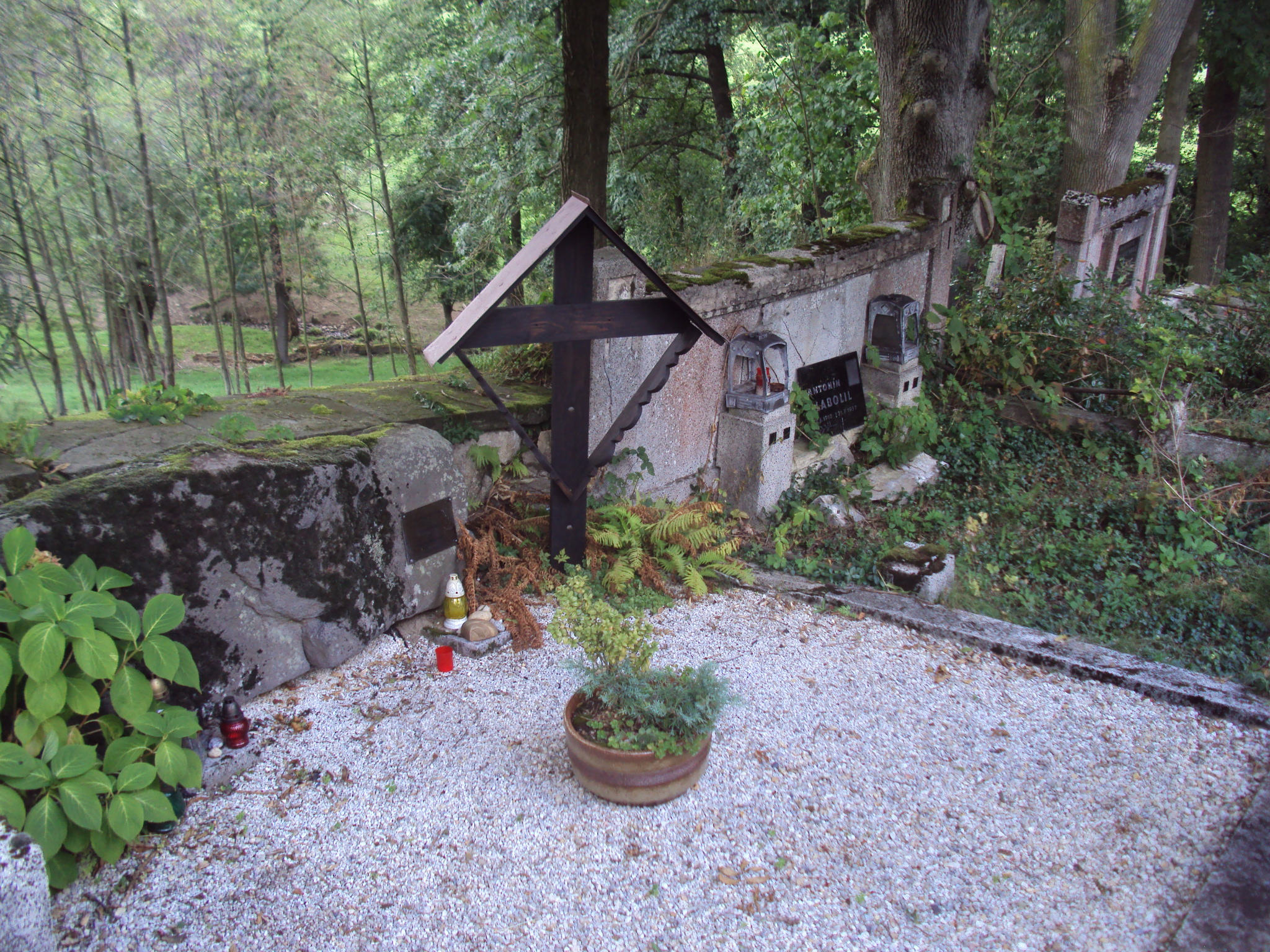
Das Familiengrab auf dem Friedhof in Slunečná

Brodský war zweimal, zuletzt mit einem anderen großen Star des tschechischen Films, Jana Brejchová, von 1964 bis 1980 verheiratet. Sein Sohn aus erster Ehe, Marek Brodský, ist Schauspieler und Schriftsteller. Seine Tochter Tereza Brodská ist ebenfalls eine bekannte Schauspielerin.
Der schwer an Krebs erkrankte Brodský litt unter Depressionen. Er starb im Alter von 81 Jahren in seinem Wochenendhaus in Slunečná durch Suizid. Er wurde auf dem Friedhof der Gemeinde neben seinen Eltern beigesetzt. In Prag wurde ihm zu Ehren eine Straße benannt.

## Filmografie (Auswahl)
- 1958: Drei Wünsche (Tři přání) – Regie: Ján Kadár, Elmar Klos
- 1963: Transport aus dem Paradies (Transport z ráje) – Regie: Zbyněk Brynych
- 1964: Mut für den Alltag (Každý den odvahu) – Regie: Evald Schorm
- 1966: Liebe nach Fahrplan (Ostře sledované vlaky) – Regie: Jiří Menzel
- 1969: Farářův konec – Regie: Evald Schorm
- 1969/90: Lerchen am Faden (Skrivanci na niti) – Regie: Jiří Menzel – Goldener Bär 1990
- 1971: Der junge Herr Vek (F. L. Věk, TV-Serie) – Regie: František Filip
- 1974: Jakob der Lügner (Jakub lhář) – Regie: Frank Beyer
- 1975: So beginnt die Liebe (Tak láska zacíná…)
- 1977: Unsere Geister sollen leben! (At zijí duchové!) – Regie: Oldřich Lipský
- 1978: Pan Tau (TV-Serie) – Regie: Jindřich Polák
- 1979: Das Ding im Schloß – Regie: Gottfried Kolditz
- 1979: Die Märchenbraut (Arabela, TV-Serie) – Regie: Václav Vorlíček
- 1980: Aber Doktor – Regie: Oldřich Lipský
- 1980: Luzie, der Schrecken der Straße (Lucie, postrach ulice, TV-Serie) – Regie: Jindřich Polák
- 1981: Das Geheimnis der Burg in den Karpaten (Tajemství hradu v Karpatech) – Regie: Oldřich Lipský
- 1983: Die Besucher (Návštěvníci, TV-Serie) – Regie: Jindřich Polák
- 1986: Wachtmeister in Nöten (Není sirotek jako sirotek) – Regie: Stanislav Strnad
- 1986: Die Tintenfische aus dem zweiten Stock (Chobotnice z II. patra, TV-Serie) – Regie: Jindřich Polák
- 1987: Der Narr und die Königin (Šašek a královna) – Regie: Věra Chytilová
- 1990: Die Rückkehr der Märchenbraut (Arabela se vrací, TV-Serie) – Regie: Václav Vorlíček
- 2001: Als Großvater Rita Hayworth liebte – Regie: Iva Švarcová
- 2001: Frühling im Herbst (Babí léto) – Regie: Vladimír Michálek